# Tillandsia neglecta
Tillandsia neglecta es una especie de planta epífita dentro del género  Tillandsia, perteneciente a la  familia de las bromeliáceas. Es originaria de Brasil.  

## Taxonomía
Tillandsia neglecta fue descrita por Edmundo Pereira y publicado en Bradea, Boletim do Herbarium Bradeanum 1: 78, t. 2. 1971.
Etimología
Tillandsia: nombre genérico que fue nombrado por Carlos Linneo en 1738 en honor al médico y botánico finlandés Dr. Elias Tillandz (originalmente Tillander) (1640-1693).
neglecta: epíteto latíno que significa "despreciada, descuidada"